# Josep Crespí Fernández
Josep Crespí Fernández (Lió, 2 de gener de 1966) és un exfutbolista mallorquí, que ocupava la posició de migcampista.
Es va iniciar al Cide juvenil. Comença a destacar a les files del RCD Mallorca, amb qui debuta a primera divisió a la temporada 86/87, en la qual disputa 17 partits. Dos anys després hi juga 10 partits més amb els palmesans, ara a Segona Divisió. La temporada 91/92 retorna a la màxima categoria al fitxar pel Real Burgos, però només hi apareix en tres ocasions. Seria titular la temporada 93/94, a les files del Reial Múrcia CF, amb qui suma 37 partits i quatre gols a la Segona Divisió.
També hi va militar a l'AD Ceuta, al Deportivo Alavés i al Sóller.